# Netsuzou Trap – NTR
Netsuzou Trap – NTR (jap. 捏造トラップ―NTR―, Netsuzō Trap ―NTR―) ist eine Manga-Serie von Naoko Kodama, die von 2014 bis 2017 in Japan erschien. Sie wurde 2017 als Anime-Fernsehserie adaptiert und ist in die Genres Yuri und Drama einzuordnen.

## Inhalt
Die Mädchen Yuma und Hotaru sind Freundinnen seit sie klein sind, da ihre Eltern Nachbarn sind. Die reifere Yuma beschützte Hotaru oft vor Rowdys. Als Yuma dann ihren ersten Freund hat, ist die bereits etwas erfahrenere Hotaru neugierig und bietet an ihr zu helfen. Heimlich übt sie mit ihr das Küssen und nach ihrer Verabredung mit ihrem Freund Takeda fragt Hotaru Yuma, wie es gelaufen ist. Tatsächlich läuft es nicht schlecht, doch Yuma will nicht zugeben, dass der Kuss Hotarus ihr besser gefallen hat. Hotaru selbst hat währenddessen in Fujiwara ebenso einen Partner gefunden. Und während sie sich oft zu viert verabreden, will Hotaru immer wieder mit Yuma „üben“ und lässt diese mit der Zeit an ihren Gefühlen für den Jungen zweifeln, während sie heimlich Gefühle für ihre beste Freundin entwickelt.

## Veröffentlichung
Die Serie erschien von November 2014 bis Dezember 2017 im Magazin Comic Yuri Hime beim Verlag Ichijinsha. Dieser brachte die Kapitel auch gesammelt in sechs Bänden heraus. Eine Übersetzung ins Deutsche erschien von November 2018 bis Februar 2020 bei Tokyopop mit sechs Bänden. Der Verlag Seven Seas Entertainment bringt die Serie auf Englisch heraus.

## Anime-Fernsehserie
Beim Studio Creators in Pack entstand 2017 eine 12-teilige Adaption des Mangas als Anime für das japanische Fernsehen. Die Folgen haben eine Länge von 10 Minuten. Regie führte Hisayoshi Hirasawa und das Charakterdesign entwarf Masaru Kawashima.
Die Serie wurde vom 5. Juli bis 20. September 2017 von den Sendern Tokyo MX, BS11 und AT-X ausgestrahlt. Eine deutsch untertitelte Fassung wurde von Anime on Demand veröffentlicht, von Crunchyroll eine englische Fassung. Die Plattform VVVVID brachte die Serie mit italienischen Untertiteln heraus. 

### Synchronisation
| Rolle            | Japanische Stimme (Seiyū) |
| ---------------- | ------------------------- |
| Yuma Okazaki     | Ai Kakuma                 |
| Hotaru Mizushina | Hiromi Igarashi           |
| Fujiwara         | Daisuke Ono               |
| Takeda           | Ryota Ohsaka              |

### Musik
Komponist der Filmmusik war Isao. Das Vorspannlied des Animes ist Blue Bud Blue von Haruka Tōjō und für den Abspann wurden folgende Lieder verwendet:
- Virginal lily von Akira Ouse
- Meguru Omoi Meguru von Sound Rion
- Last Eternal von Confetti Smile